# Museo dell'illustrazione
Il Museo dell'Illustrazione - Centro studi sull'immagine riprodotta (conosciuto anche con l'acronimo MIL), è stato un museo di Ferrara, con sede in via Frescobaldi, fondato nel giugno del 1992 da Paola Pallottino che lo ha diretto per 14 anni, in collaborazione con l'ATIF di Torino, presieduta da Riccardo Migliori.
Nato dall'esigenza di salvaguardare e catalogare materiali destinati al deterioramento e all'oblio, per conservarli, studiarli e porli permanentemente a disposizione degli esperti, il Museo ha perseguito una rigorosa politica di divulgazione e promozione culturale attraverso mostre, convegni e laboratori. La sua azione è venuta pertanto articolandosi in tre funzioni principali: attività conservativa, attività di studio e servizi e attività espositivo-divulgativa.
A garanzia della sua opera, oltre ai contatti privilegiati con l'Università, il MIL si è avvalso di un Comitato scientifico di storici dell'arte e personalità della cultura e, unica istituzione italiana, si è potuto anche onorare della presenza di Sir Ernst Gombrich nella veste, da Lui stesso indicata, di "Consulente onorario".
Alla grande esposizione inaugurale: Mario Pompei scenografo, illustratore e cartellonista 1903-1958, sono seguite una quarantina di mostre sugli aspetti aristocratici e popolari dell'immagine riprodotta, "dall'incisione al fumetto" e di inedite monografiche tra le quali vanno citate quelle su Antonio Maria Nardi, Renzo Ventura, Sergio Toppi, Carlo Jacono, Duilio Cambellotti, Francesca Ghermandi, Franco Summa e l'ultima Lyonel Feininger & Eduard Thöny caricaturisti europei.
Il Museo vanta, infine, un notevole patrimonio. Tra le numerose donazioni pervenute, oltre ai calchi in terracotta realizzati da Gustavino per illustrare Le confessioni di un italiano e I promessi sposi, vanno ricordati i bozzetti originali di Mario Pompei, Raoul Verdini, Gabriele Galantara, Attalo, Augusto Camerini, Mameli Barbara, Furio Scarpelli, Pablo Echaurren, Emanuele Luzzati, Altan, Flavio Costantini, Pinin Carpi, Ro Marcenaro e Duilio Cambellotti.
Accanto ai quali figurano, sia un'importante emeroteca con periodici illustrati che vanno dal «Marc'Aurelio» degli anni Trenta a numerose annate di «Emporium», «The Studio», «Domus», «Architettura e arti decorative», «Deutsche Kunst und De-koration», «L'Image», «Art et decoration» e una serie di periodici per l'infanzia, dal «Corriere dei piccoli» a «Il Pioniere», nonché una vasta biblioteca di monografie e saggi sulla grafica, il fumetto, l'illustrazione e introvabili libri d'epoca, illustrati dai più significativi artisti italiani.
Dal 2005, dopo la cessazione della convenzione stipulata con il Comune di Ferrara, il MIL ha temporaneamente sospeso le sue attività espositive, pur continuando ad esistere come centro di studi e documentazione.